# 15727 Ianmorison
15727 Ianmorison eller 1990 TO9 är en asteroid i huvudbältet som upptäcktes den 10 oktober 1990 av de båda tyska astronomen Freimut Börngen och Lutz D. Schmadel vid Tautenburg-observatoriet. Den är uppkallad efter astronomen Ian Morison.